# 罗笑虎
罗笑虎（1955年3月—），男，青海循化人，中华人民共和国政治人物。甘肃师范大学政治历史系政治历史专业毕业。

## 生平
1975年加入中国共产党。历任中共甘肃省委宣传部干事；省委办公厅秘书、副处长、处长、副主任；定西地委副书记，甘南州委书记；甘肃省人民政府副省长等职。2007年4月获任中共甘肃省委常委、省委政法委书记，2009年3月兼任省公安厅厅长。2013年9月，辞去省公安厅厅长职务。2014年1月，辞去甘肃省委政法委书记职务，转任甘肃省常务副省长。2015年2月，转任甘肃省人大常委会副主任。2018年1月，换届不再担任甘肃省人大常委会副主任。
2017年7月，中共中央办公厅、国务院办公厅就甘肃祁连山通報国家级自然保护区生态环境问题，罗笑虎对針對分管部门失察事項進行督導。